# Totnes
Totnes es una comunidad de transición en el sur de Inglaterra en el Reino Unido, ubicado en el condado de Devon. En la actualidad cuenta con cerca de diez mil habitantes. También tiene un colegio de arte y es conocido por su cultura de la nueva era.